# Wayne Routledge
Wayne Neville Routledge (* 7. Januar 1985 in Sidcup, London) ist ein ehemaliger englischer Fußballspieler. Der Flügelspieler stand von 2011 bis 2021 bei Swansea City unter Vertrag.

## Karriere
Routledge begann seine Profikarriere bei Crystal Palace. Bei seinem Debüt im Oktober 2001 war er erst 16 Jahre alt. Sein Startelfdebüt gab er im September 2002 und erzielte dabei bereits in der 1. Spielminute den Führungstreffer gegen die Wolves (Endstand 4:2).
Er stieg mit Palace 2004 nach Siegen in den Aufstiegs-Playoffs über West Ham United und den FC Sunderland in die Premier League auf. Dort gelangen dem Talent auf dem rechten Flügel im Laufe der Saison acht Vorlagen und ein Tor. Ein Vertragsangebot von Crystal Palace lehnt Routledge ab, nachdem klar wurde, dass der Klub wieder aus der höchsten Spielklasse absteigen wird. Aufgrund seines Alters war er trotz des auslaufende Vertrages nicht als ablösefreier Spieler auf dem Transfermarkt. Die Tottenham Hotspur waren sich mit Routledge einig, mussten allerdings an Crystal Palace, die zunächst drei Millionen Pfund forderten, eine Entschädigung zahlen.
Bei seinem Ligadebüt für Tottenham im August 2005 brach er sich ein Bein und fiel mehrere Monate lang aus. Er gab Mitte Dezember sein Comeback und wurde für die Ruckründe der Saison an den Ligakonkurrenten FC Portsmouth verliehen, wo er zu 13 Ligaeinsätzen kam. In der Spielzeit 2006/07 war er an den FC Fulham ausgeliehen als Teil des Transfers von Steed Malbranque, der von Fulham zu Tottenham wechselte.
Bei Tottenham kam er auch nach seiner Rückkehr von Fulham nur sporadisch zum Einsatz und er wechselte daher Ende Januar 2008 für eine Ablösesumme von 1,25 Millionen Pfund zum Ligakonkurrenten Aston Villa. Er unterschrieb einen Vertrag bis Sommer 2009.
Am 2. Januar 2009 gab Aston Villa den Wechsel Routledge's zum Championship-Vertreter Queens Park Rangers bekannt. Nachdem er sich dort einen Stammplatz sicherte, wurde er im Januar 2010 von Newcastle United verpflichtet. Der Flügelspieler unterzeichnete bei den Magpies  einen Vertrag bis Ende Juni 2013.
Routledge kam in englischen U-16, U-19 und U-21-Auswahlen zum Einsatz. Er stand unter anderem bei der ersten offiziellen Partie im neueröffneten Wembley-Stadion zwischen der U-21 Englands und Italiens in der Startformation und erzielte den zwischenzeitlichen 2:1-Führungstreffer (Endstand 3:3.)